# Jako hrob
Jako hrob (španělsky El silencio) je španělský psychologický thriller televizní seriál vytvořený Aitorem Gabilondem pro Netflix, kde v hlavní roli účinkuje Arón Piper.

## Děj
Seriál se odehrává v městě Bilbau a točí se kolem Sergia Ciscara, který byl nedávno propuštěn z vazby, kde strávil šest let za vraždu svých rodičů. Nyní je pod tajným dohledem mladé psychiatričky Any Dussuelové a jejího týmu. Ta ho tajně miluje a pomáhá jí také Marta, dívka posedlá Sergiem. Ana Dussuelová a její tým se snaží vyšetřit, co se toho osudného dne stalo.
Sergio zoufale hledá svou mladší sestru Nou, která se k němu jako jediná vždy chovala hezky. V průběhu děje se ukazuje, že Sergio je génius a jeho matka ho využívala na exprerimenty bez vědomí jeho otce. Na konci vyplyne, že Sergio má nestabilní povahu, byl závislý na drogách a způsobil úmrtí svých rodičů.
Do sledování je zapojena i policie, která je ale zkorumpovaná a snaží se sledování sabotovat.

## Obsazení
- Arón Piper jako Sergio Ciscar
- Almudena Amor jako Ana Dussuel
- Cristina Kovani jako Marta
- Manu Rios jako Eneko
- Aitor Luna jako Cabrera
- Ramiro Blas jako Natanael
- Aria Bedmar jako Greta
- Mikel Losada jako Mikel

## Výroba
Seriál vytvořil Aitor Gabilondo a produkovala jej společnost Alea Media pro Netflix. Natáčení probíhalo v Bilbau a Madridu.

## Zveřejnění
Seriál byl vydán na Netflixu dne 19. května 2023. Jako hrob se během prvního týdne od vydání stal druhým nejstreamovanějším neanglicky mluvícím seriálem na Netflixu.